# Moreno Borja
Pour les articles homonymes, voir Borja.
Moreno Borja, né en 1976 à Málaga (Espagne), est un acteur espagnol.

## Biographie
Moreno Borja est d'origine gitane. Avant de se lancer dans le métier d'acteur, il travaille vingt ans dans la sécurité privée, gravissant les échelons de simple agent de sécurité dans une chaîne de supermarchés à coordinateur national.
Son parcours dans le monde du cinéma commence en 2017, lorsqu'un ami lui parle d'un casting pour des hommes gitans âgés de 40 à 50 ans. Il tente sa chance et est choisi pour un rôle dans le film Carmen y Lola (2018) réalisé par Arantxa Echevarría. Son interprétation d'un père ayant du mal à accepter l'orientation sexuelle de sa fille lui vaut une nomination en 2019 au Prix Goya du meilleur espoir masculin.
Moreno Borja joue dans plusieurs œuvres notables, notamment au cinéma dans El verano que vivimos (es) (2020) et Dos años y un día (es) (2022), ainsi qu'à la télévision dans les séries télévisées La novia gitana (es) (2022) et Arde Madrid (2020). Il a un rôle important, celui du gitan Melquíades (es), dans la série Netflix Cent Ans de solitude (Cien años de soledad) en 2024 et 2025.

## Filmographie partielle

### Au cinéma
- 2018 : Carmen et Lola : Paco
- 2019 : Adiós : Gordo Fortuna
- 2020 : El verano que vivimos (es) : Cortés
- 2022 :  El universo de Óliver : Manuel

### À la télévision
- 2018 :  Arde Madrid  : Vargas (mini-série télévisée, 7 épisodes)
- 2019 : La peste (es)  : Francisco Navas (série télévisée, 4 épisodes)
- 2019 : Hernán  : Martín Cortés (série télévisée, 1 épisode)
- 2020 :  La que se avecina  : Raimundo Vargas (série télévisée, 1 épisode)
- 2020 : Patria  : Casal (mini-série télévisée, 1 épisode)
- 2022 : Dos años y un día (es)  : Camello (série télévisée, 4 épisodes)
- 2022 :  La novia gitana  : Moisés Macaya (série télévisée, 6 épisodes)
- 2023 :  4 estrellas  : Arnaldo (série télévisée, 3 épisodes)
- 2024 : Cent Ans de solitude (Cien años de soledad) : Melquíades (es) (série télévisée, 5 épisodes)

## Récompenses et distinctions
- Toulouse Cinespaña 2018 : meilleur acteur pour Carmen et Lola

- Moreno Borja : Récompenses, sur l'Internet Movie Database